# Budzyń (Grande-Pologne)
Pour les articles homonymes, voir Budzyń.
Budzyń (prononciation : [ˈbud͡zɨɲ]) est une ville de Pologne, située dans la voïvodie de Grande-Pologne.
Elle est le siège administratif (chef-lieu) de la gmina de Budzyń, dans le powiat de Chodzież.
Elle se situe à 12 kilomètres au sud-est de Chodzież (siège du powiat) et à 55 kilomètres au nord de Poznań (capitale régionale).
La ville possède une population de 4861 habitants.

## Géographie
La ville est située au nord de la voïvodie. L'agriculture reste très dominante autour de la ville, mais la forêt reste proche.

## Histoire
De 1975 à 1998, Budzyń faisait partie du territoire de la voïvodie de Piła.

Depuis 1999, la ville fait partie du territoire de la voïvodie de Grande-Pologne.

## Monument
- l'église Saint Barbara, construite au XIXe siècle.

## Voies de communication
La ville est traversée par un seul grand axe important, la route nationale 11 (qui relie Koszalin à Katowice).